# Raketten in Iran

De ligging van Iran in het Midden-Oosten.

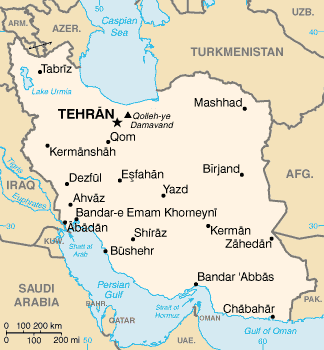
Een detailkaart van Iran.

Raketten in Iran is een spionageroman van auteur Gérard de Villiers en deel 161 uit de S.A.S.-reeks met als protagonist de Oostenrijkse prins en freelance CIA-agent Malko Linge.

## Het verhaal
De Verenigde Staten maken zich grote zorgen over het geheime nucleaire programma van Iran. Via de herstelde contacten met Libië heeft de CIA achterhaald dat Iran in Pakistan de centrifugetechniek voor het maken van verrijkt natuurlijk uranium heeft gekocht, en kan worden omgezet in U-235. Iran is bezig met het opzetten van meerdere centrifugeparken en beweert dat deze uitsluitend een humanitair doel dienen en niet voor het ontwikkelen van een atoombom.
Tijdens de voorbereidingen van feest als opening van het jachtseizoen krijgt Malko van de CIA een eenvoudige opdracht waarvoor hij Oostenrijk niet eens hoeft te verlaten. Via Bani Farzaneh hoort Malko dat de voormalige onderminister van Inlichtingen naar Oostenrijk komt om zijn vrouw, die sinds een aantal jaren in Wenen woont, te bezoeken en beschikt over uitgebreid dossier met informatie over het geheime nucleaire programma van Iran en deze aan de Verenigde Staten wil overhandigen.
's Avonds wordt een ontmoeting op touw gezet tussen de Iraniërs en Malko. Op de ontmoetingsplek, een motel vlak bij Nickelsdorf treft Malko Farzaneh echter dood en gespiest aan een ijzeren stang.
Om toch de benodigde informatie te bemachtigen stuurt de CIA Malko, onder het dekmantel van Perzisch tapijthandelaar Otto Grüber, voor nader onderzoek naar Iran.
In Teheran wordt Malko uitgenodigd op een feest waar ook de weduwe van generaal Bakravan aanwezig is. De vrouw die hem kent onder zijn ware naam en hem ruim zesentwintig jaar geleden voor het laatst heeft gezien en waardoor Malko het risico loopt zijn dekmantel te verliezen.
Via zijn opgedane contacten krijgt Malko te horen dat Said Hajjarian, een voormalig Iraans onderminister van Inlichtingen Iran wil ontvluchten en zijn informatie over het nucleaire programma wil prijsgeven. Echter, Hajjarian staat onder strikte bewaking van het regime.
De CIA zet een ontsnappingsoperatie op touw om Hajjarian per helikopter vanaf het voormalig militaire vliegveld Posht-Badam, een verlaten vliegveld in de woestijn op ongeveer 475 kilometer ten zuiden van Teheran.
De operatie voorloopt voorspoedig echter, vlak nadat de helikopters zijn opgestegen van het vliegdekschip Bataan in de Perzische Golf steekt er een hevige zandstorm op en waardoor de operatie noodgedwongen wordt afgeblazen. In radeloze paniek vanwege het afblazen van de operatie pleegt Hajjarian midden in de woestijn zelfmoord.
Malko weet samen met Yasmine Misaq Teheran veilig te bereiken maar de Iraanse geheime dienst is er toch in geslaagd hem te traceren. Malko beseft dat de situatie nu zeer gevaarlijk is en besluit Iran te verlaten.
Najar, het hoofd van de Iraanse geheime dienst, is woest dat Malko onder het oog van de Iraanse geheime dienst toch uit Iran heeft weten te ontsnappen en geeft zijn ondergeschikten de opdracht hem in Oostenrijk alsnog te vermoorden.
Vlak nadat Malko veilig naar Oostenrijk is teruggekeerd arriveert de Iraanse atoomgeleerde Ayman Danesjoe in Wenen om de Iraanse delegatie van het Internationaal Atoomenergie Agentschap voor te zitten. In Iran heeft Malko reeds begrepen dat Danesjoe de Amerikanen wenst in te lichten over het Iraanse atoomprogramma om te voorkomen dat Iran, net als Noord-Korea, van de wereld wordt geïsoleerd.
De CIA plant de ontvoering van deze Iraanse atoomgeleerde zorgvuldig, maar deze eindigt op de Naschmarkt in een bloedbad waarbij twee Iraniërs het leven laten.
Uit wraak wordt Malko's eeuwige verloofde Alexandra ontvoerd. Malko is ziedend en zweert wraak.
De CIA-agenten Milton Brabeck en Chris Jones worden uit Amerika overgevlogen om Malko in zijn zoektocht naar Alexandra te vergezellen en hem van de nodige bescherming te voorzien.
Kan Malko haar bevrijden uit de handen van de Iraniërs voordat zij haar hebben vermoord?

## Personages

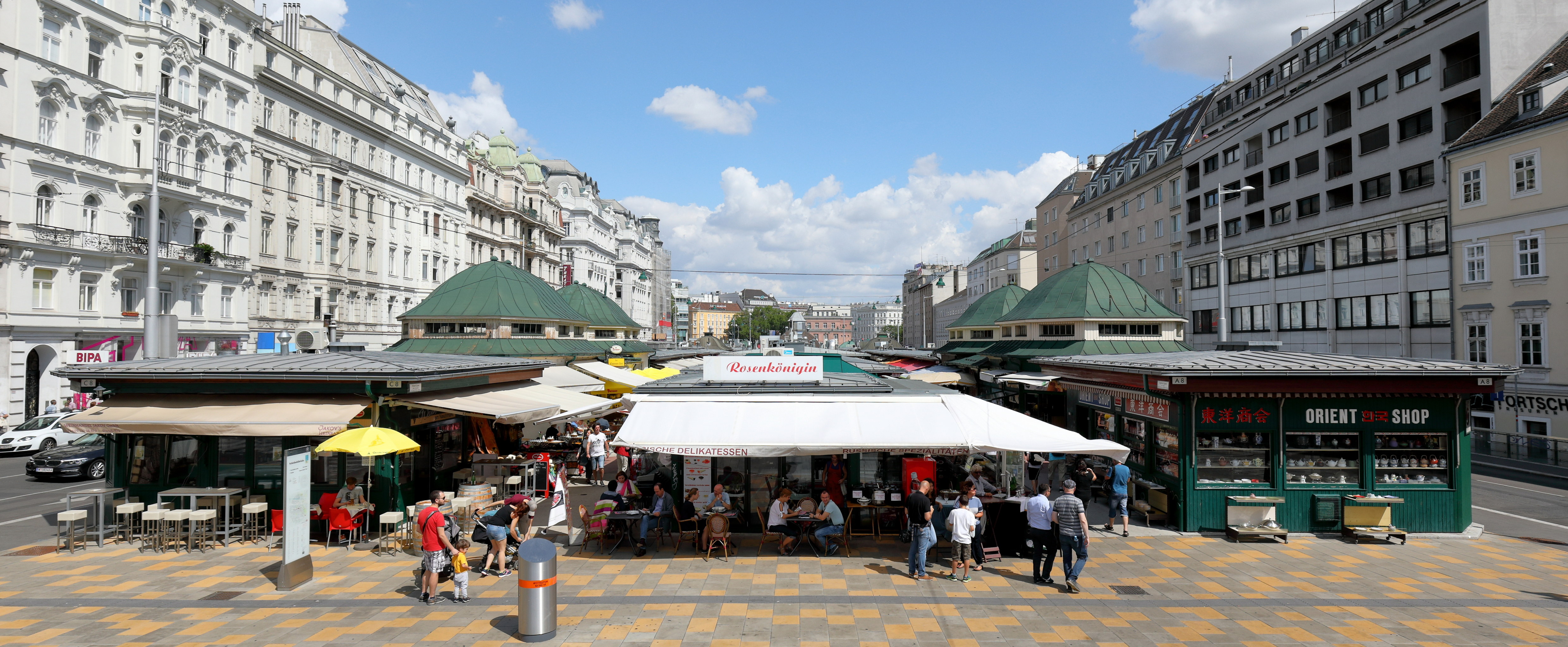
De Weense Naschmarkt.

- Malko Linge, een Oostenrijkse prins en CIA-agent;
- Chris Jones, een CIA-agent en collega van Brabeck;
- Milton Brabeck, een CIA-agent en collega van Jones;
- Alexandra Vogel, de eeuwige verloofde van Malko;
- Elko Krisantem, de bediende en huismeester van Malko en voormalig Turks huurmoordenaar;
- Mark Hopkins, het districtshoofd van de CIA in Wenen, Oostenrijk;
- Bani Farzaneh, een lid van de Iraanse verzetsbeweging Moedjahedien Khalq;
- Said Hajjarian, een voormalig Iraans onderminister van Inlichtingen;
- Shahin Bakravan, de weduwe van generaal Bakravan;
- Ali Ghoroob, een bazari en exporteur van Perzische tapijten;
- Yasmine Misaq, een welgestelde Iraanse schone;
- Mostaffah Najar, het hoofd van de Iraanse geheime politie;
- Ayman Danesjoe, een Iraans atoomgeleerde.